# Akty oskarżenia Donalda Trumpa
W 2023 przeciwko Donaldowi Trumpowi, prezydentowi Stanów Zjednoczonych w latach 2017–2021, złożono cztery kryminalne akty oskarżenia. Dwa akty oskarżenia dotyczą zarzutów stanowych (jeden w Nowym Jorku i jeden w stanie Georgia), a pozostałe akty oskarżenia (a także jeden zastępujący akt oskarżenia) dotyczą zarzutów federalnych.
Proces w Dystrykcie Kolumbii został wstrzymany w lutym 2024 roku w oczekiwaniu na decyzję Sądu Najwyższego, czy Trump jest odporny na oskarżenie. Sprawa została zwrócona do Sądu Rejonowego 2 sierpnia w celu przeprowadzenia rozpraw zgodnych z orzeczeniem Sądu Najwyższego. 6-tygodniowy proces w Nowym Jorku rozpoczął się 15 kwietnia 2024 roku, Trump został skazany we wszystkich 34 zarzutach, a wyrok zaplanowano na 26 listopada. 5 czerwca 2024 roku proces w Georgii został wstrzymany, podczas gdy Sąd Apelacyjny Georgii podejmuje decyzję o dyskwalifikacji Fani Willis. W następnym miesiącu sędzia Aileen Cannon oddaliła sprawę na Florydzie, orzekając, że mianowanie Jacka Smitha na stanowisko specjalnego prokuratora było niezgodne z konstytucją. Biuro Specjalnego Prokuratora odwołało się od oddalenia do Sądu Apelacyjnego Jedenastego Okręgu dwa dni później. Jedenasty Okręg wysłał powiadomienie, oficjalnie otrzymując wniosek i zażądał harmonogramu odpraw na koniec sierpnia. Biuro Specjalnego Prokuratora nie wnioskowało o przyspieszenie harmonogramu przesłuchań.
Trump nie przyznał się do żadnego z zarzutów przeciwko niemu. Ani akty oskarżenia, ani żadne wynikające z nich wyroki skazujące nie dyskwalifikują jego kandydatury na prezydenta w 2024 roku. Sąd Najwyższy osobno zajął się kwestią kwalifikowalności Trumpa do udziału w głosowaniu i uchylił wszystkie dyskwalifikacje dokonane przez poszczególne stany. 1 lipca 2024 r. Sąd orzekł większością 6–3 głosów, zgodnie z linią ideologiczną, że Trump ma immunitet za czyny popełnione przez niego jako prezydenta, które były uważane za oficjalne czyny, jednocześnie orzekając, że nie ma immunitetu za czyny nieoficjalne. 6 listopada Trump wygrał wybory w 2024 roku i jako prezydent elekt; po inauguracji, polityka Departamentu Sprawiedliwości uniemożliwiłaby jego ściganie, a Trump wcześniej oświadczył, że zwolni Smitha.

## Podsumowanie
| Akt oskarżenia   | Sąd                                          | Liczba oskarżeń | Tematyka                                                              | Sędzia           | Prokurator                      | Zespół prawny Trumpa                      | Wynik                                                     |
| ---------------- | -------------------------------------------- | --------------- | --------------------------------------------------------------------- | ---------------- | ------------------------------- | ----------------------------------------- | --------------------------------------------------------- |
| 30 marca 2023    | Sąd Najwyższy Nowego Jorku                   | 34              | Fałszowanie dokumentacji handlowej                                    | Juan Merchan     | Alvin Bragg                     | Todd Blanche Emil Bove Susan Necheles     | Skazany z bezwarunkowym zwolnieniem 10 stycznia 2025 roku |
| 8 czerwca 2023   | Sąd Rejonowy dla Południowego Okręgu Florydy | 40              | Niewłaściwe obchodzenie się z dokumentami niejawnymi                  | Aileen Cannon    | Jack Smith                      | Todd Blanche Lindsey Halligan Chris Kise  | Oddalony 15 lipca 2024 roku                               |
| 1 sierpnia 2023  | Sąd Rejonowy dla Dystryktu Kolumbii          | 4               | Próba unieważnienia wyborów prezydenckich w USA w 2020 roku           | Tanya S. Chutkan | Jack Smith                      | Todd Blanche John Lauro                   | Oddalony 25 listopada 2024 roku                           |
| 14 sierpnia 2023 | Sąd Najwyższy hrabstwa Fulton                | 8               | Próba zmiany wyniku wyborów prezydenckich w USA w Georgii w 2020 roku | Scott McAfee     | Fani Willis (zdyskwalifikowana) | Todd Blanche Jennifer Little Steven Sadow | TBD                                                       |

## Akt oskarżenia z marca 2023 w Nowym Jorku
W marcu 2023 roku w Nowym Jorku złożono akt oskarżenia przeciwko Trumpowi, w którym stawia mu się 34 zarzuty kryminalne o fałszowanie dokumentów biznesowych pierwszego stopnia w związku z płatnościami dokonanymi na rzecz Stormy Daniels przed wyborami prezydenckimi w 2016. Proces rozpoczął się 15 kwietnia 2024 roku; 30 maja 2024 roku Trump został uznany winnym wszystkich 34 zarzutów. Wyrok zaplanowano na 18 września, ale przełożono go na 26 listopada 2024 roku. 10 stycznia 2025 roku Trump otrzymał bezwarunkowe zwolnienie z odbywania kary.

## Federalny akt oskarżenia z czerwca 2023 na Florydzie
Federalny akt oskarżenia z czerwca 2023 dotyczący tajnych dokumentów rządowych stawia Trumpowi 40 zarzutów karnych związanych z niewłaściwym obchodzeniem się z poufnymi dokumentami i spiskiem mającym na celu utrudnianie rządowi odzyskania tych dokumentów. Rozprawa wyznaczona była na 20 maja 2024, po czym została odroczona na czas nieokreślony 7 maja 2024 roku. 15 lipca 2024 roku sędzia Aileen Cannon oddaliła sprawę, uznając, że powołanie Jacka Smitha na stanowisko specjalnego doradcy jest niezgodne z konstytucją. Biuro Doradcy Specjalnego zaskarżyło decyzję o oddaleniu do Jedenastego Okręgowego Sądu Apelacyjnego, ale później zdecydowało się zakończyć sprawę po wyborze Trumpa w listopadzie 2024 roku, Częściowo ze względu na długoletnią politykę departamentu, aby nie ścigać urzędującego prezydenta. Zrezygnował z odwołania w sprawie Trumpa (które sąd oddalił 25 listopada) oraz w sprawie Nauty i de Oliveiry (oddalone 29 stycznia 2025 roku).

## Federalny akt oskarżenia z sierpnia 2023 w Waszyngtonie
Federalny akt oskarżenia z sierpnia 2023 dotyczący prób unieważnienia wyborów prezydenckich w 2020 stawia Trumpowi cztery zarzuty kryminalne dotyczące spisku mającego w celu oszustwa rządu i pozbawienia prawa do głosu wyborców oraz utrudnianie oficjalnego postępowania. 6 lutego Okręgowy Sąd Apelacyjny DC orzekł, że Trumpowi nie przysługuje immunitet prezydencki przed ściganiem. W apelacji z dnia 1 lipca 2024 roku Sąd Najwyższy Stanów Zjednoczonych orzekł stosunkiem głosów 6 do 3, zgodnie z wytycznymi ideologicznymi, że Trump posiada immunitet za czyny, które popełnił jako prezydent, a które uważano za akty oficjalne, orzekając jednocześnie, że nie przysługuje mu immunitet za czyny nieoficjalne. Sprawa została zwrócona sędzi Tanyi Chutkan 2 sierpnia zgodnie z przepisami Sądu Najwyższego. W dniu 25 listopada 2024 roku sędzia Tanya Chutkan z Sądu Okręgowego Stanów Zjednoczonych dla Dystryktu Kolumbii oddaliła sprawę bez uszczerbku.

## Akt oskarżenia z sierpnia 2023 w stanie Georgia
Akt oskarżenia z sierpnia 2023 w stanie Georgia stawia Trumpowi 13 zarzutów kryminalnych związanych z rzekomymi próbami unieważnienia zwycięstwa Joe Bidena w Georgii wraz z 18 oskarżonymi współspiskowcami. Termin rozprawy nie jest jeszcze wyznaczony. Początkowo Trumpowi postawiono 13 zarzutów karnych, z których 5 później oddalono. W dniu 19 grudnia 2024 roku Sąd Apelacyjny w Georgii zdyskwalifikował Willis ze ścigania sprawy. Sprawa została wstrzymana, gdy sąd rozstrzygał tę kwestię. Ponieważ sąd nie oddalił sprawy, inny prokurator mógłby przejąć rolę Willis; trzeba będzie jednak ustalić, czy prokurator stanowy może ścigać urzędującego prezydenta (jak Trump od 20 stycznia 2025 roku) i czy sędzia stanowy rozpatrzy sprawę.